# Dorte Karrebæk
Dorte Karrebæk (født 19. juni 1946) er en dansk illustrator og forfatter. Hun har illustreret og skrevet en mængde billedbøger.
Dorte Karrebæk er uddannet som reklametegner fra Kunsthåndværkerskolen i København, senere kend som Designskolen, hvor hun studerede fra 1964 til 1968. Hun har siden 1982 bidraget med humoristiske illustrationer til næsten 150 børnebøger på dansk, både med egen tekst og med andres, for eksempel af Louis Jensen og Nils Hartmann. Flere af bøgerne er pegebøger beregnet til små børn.
Karrebæk underviser også i tegning og maling. Hun har har en række udstillinger i Danmark og i udlandet og har modtaget flere nationale priser for sine bøger.
I 2012 kom hun på finansloven.

## Eksterne links
- Dorte Karrebæk på Forfatterweb.dk
- Dorte Karrebæk's webside Arkiveret 28. oktober 2020 hos  Wayback Machine

1. ↑  "Biografi hos Statens Kunstfond". Arkiveret fra originalen 16. april 2013. Hentet 28. marts 2013.